# Хачатрян, Гагик Гургенович
Гагик Гургенович Хачатрян (род. 26 ноября 1955 г., село Амасия Амасийского района СССР), государственный деятель Армении, министр финансов Армении (2014-2016 гг.).

## Образование
- В 1977 г. окончил Политехнический институт им. К. Маркса по специальности «Промышленная электроника», квалификация — инженер-электронщик.
- В 1987 г. окончил Ереванский институт народного хозяйства по специальности «Бухгалтерский учет — анализ экономической деятельности», получив квалификацию экономиста.

## Профессиональная деятельность
·       1977-1978гг. работал на заводе «Электрон» в качестве инженера-электроника,
·       1978-1984гг. был секретарем, 2-м секретарем начальной организации наирийского областного комитета Ленинского коммунистического союза молодежи Армении,  
·       1984-1986гг. работал начальником отдела совхоз техникума им. Г.Агаджаняна,  
·       1986-1989гг. был секретарем начальной партийной организации совхоз техникума Нор Гехи,
·       1989-1996гг. – первый заместитель директора агрофирмы «Наири»,
·       1996г. работал в качестве заместителя начальника налоговой службы Раздана,
·       1996-1999гг. – начальник налоговой службы Маштоцкого района,
·       1999-2000гг. - начальник налоговой службы района Эребуни,
·       2000г. - начальник налоговой службы Шаумянского района,
·       2000-2001гг. – заместитель начальника Налоговой службы министерства госдоходов РА,
·       2001-2008гг. – заместитель председателя Государственного таможенного комитета РА,
·       15 апреля - 4 июня 2008г. – и.о. председателя Государственного таможенного комитета РА,
·       4 июня 2008г. решением премьер-министра РА был освобожден от должности заместителя председателя Государственного таможенного комитета при правительстве РА,
·       4 июня 2008г. указом президента РА был назначен председателем Государственного таможенного комитета,
·       20 августа 2008г. указом президента РА был назначен председателем Комитета государственных доходов РА,
·       26 апреля 2014г. указом президента РА был освобожден от должности председателем Комитета государственных доходов,
·       26 апреля 2014г. указом президента РА был назначен министром финансов.

## Награды и звания
- указом президента РА от 29 декабря 2011 года Хачатряну присвоено особое звание генерал-лейтенанта Таможенной службы Армении[7].
- Медаль Анании Ширакаци (2012)[8]